# 拱市乡
拱市乡，是中华人民共和国四川省达州市渠县下辖的一个乡镇级行政单位。

## 行政区划
拱市乡下辖以下地区：
拱市社区、河坝村、狮子村、莲花村、绿水村和高滩村。